# Caro de Segeda
Caro de Segeda (m. 153 a. C.) fue un jefe militar celtíbero, de la tribu de los belos del oppidum de Segeda. Luchó contra el cónsul romano Quinto Fulvio Nobilior en la segunda guerra celtíbera dirigiendo a las tribus de los belos, titos y arévacos, al que causó numerosas bajas en su ejército (Apiano habla de 6000 soldados muertos). Murió el mismo día al perseguir al ejército romano en desbandada.